# Carlos Ruiter
Carlos Ruiter de Oliveira Pontes, detto Ruiter (Pesqueira, 26 marzo 1943), è un ex calciatore brasiliano, di ruolo attaccante.

## Caratteristiche tecniche
Giocava come centravanti o ala sinistra.

## Carriera

### Club
Ruiter iniziò la propria carriera nel 1961, a 18 anni, con l'Ypiranga, club dello Stato di Bahia: passò poi, nel 1962, al Confiança, società del Sergipe. Con tale club vinse il campionato statale nel 1962 e, pertanto, si qualificò alla Taça Brasil. Nella Taça Brasil 1963 segnò 9 reti, divenendo il miglior marcatore della competizione: il Confiança fu eliminato nella semifinale del gruppo Nord-Est.
Con il club vinse un altro titolo statale, nel 1963; nel 1964 passò al Campinense (Paraíba) e nel 1965 al Náutico (Pernambuco): in ciascuna di queste due società vinse il campionato statale. Nel 1966 si trasferì all'estero: fu difatti acquistato dal Bordeaux, compagine francese che lo portò a debuttare nel calcio europeo. Alla sua prima stagione segnò 10 gol in 12 incontri. L'anno seguente debuttò anche in Coupe de France, con 2 presenze e una rete, mentre in campionato segnò 4 gol in 14 partite; nel 1968-1969 migliorò la propria media, mettendo a segno 13 marcature in 21 gare.
Ruiter giocò anche due partite nel corso della Coppa delle Fiere 1969-1970 (contro il Dunfermline), segnando così il proprio esordio internazionale. Nella Division 1 1970-1971 stabilì il proprio primato di gol in massima serie francese, 14 in 30 presenze. Al termine della stagione 1971-1972 Ruiter lasciò il Bordeaux per il Monaco: con la compagine del Principato segnò 27 gol in 29 partite di Division 2 (gruppo B); il titolo di capocannoniere di tale gruppo andò a Gérard Tonnel, con 31. Ottenuta la promozione in massima serie, Ruiter vi disputò la sua ultima annata nel Monaco, conclusa con 7 presenze e due reti: a metà stagione passò al La Rochelle, in seconda serie, con cui chiuse la carriera (17 incontri e tre gol).

## Palmarès

### Club

#### Competizioni nazionali
- Campionato Sergipano: 2

Confiança: 1962, 1963
- Campionato Paraibano: 1

Campinense: 1964
- Campionato Pernambucano: 1

Náutico: 1965

### Individuale
- Capocannoniere della Taça Brasil: 1

1963 (9 gol)